# فرچه‌پای اورشلیم
 فرچه‌پای اورشلیم (نام علمی: Melitaea ornata) گونه‌ای پروانه است که در تیره فرچه‌پایان قرار دارد. زیستگاه این پروانه جنوب ایتالیا،بالکان، شرق قرقیزستان، جنوب کوه‌های اورال در روسیه و شمال ایران است.